# Augusto Inácio
Augusto Soares Inácio, também conhecido apenas como Augusto Inácio (Lisboa, 1 de fevereiro de 1955), é um técnico e ex-futebolista português que atuava como lateral-esquerdo Atualmente está sem equipa. 

## Carreira
Inácio fez parte do elenco da Seleção Portuguesa de Futebol, na Copa do Mundo de 1986.

## Títulos

### Como jogador
Sporting
- Campeonato de Portugal: 1980, 1982
- Taça de Portugal: 1978, 1982

Porto
- Campeonato de Portugal: 1985, 1986, 1988
- Liga dos Campeões da UEFA: 1987
- Supertaça da UEFA: 1987
- Copa Intercontinental: 1987
- Taça de Portugal: 1984, 1988
- Supertaça de Portugal: 1984, 1985, 1987

### Como treinador
Sporting
- Campeonato de Portugal: 1999-00

Beira-Mar
- Segunda Liga: 2005–06

Moreirense
- Taça da Liga: 2016